# Liste umbenannter Städte in Russland
Die Liste umbenannter Städte in Russland zeigt 123 Städte im heutigen Russland, welche im 20. Jahrhundert umbenannt worden sind.
| Stadt                       | Föderationskreis | frühere Namen | Namensgeber oder -bedeutung                                          |
| --------------------------- | ---------------- | --- | -------------------------------------------------------------------- |
| Abakan                      | Sibirien         | Chakassk (1925–1931) Ust-Abakanskoje (bis 1925)                                                                                 | chakassisch Bärenblut Chakassien Mündung des Abakan                  |
| Adygeisk                    | Südrussland      | Teutscheschsk (1976–1992) Adygeisk (bis 1976)                                                                                   | adygeisch Tscherkessen Zug Teutschesch                               |
| Anadyr                      | Ferner Osten     | Nowo-Marijnsk (bis 1923) | Marija Fjodorowna                                                    |
| Arsenjew                    | Ferner Osten     | Semjonowka (bis 1952) | Wladimir Arsenjew                                                    |
| Artjomowsk                  | Sibirien         | Olchowski (bis 1939) | Fjodor Sergejew gen. Artjom                                          |
| Asbest                      | Ural             | Kudelka (bis 1933) | Asbest                                                               |
| Belogorsk                   | Ferner Osten     | Kuibyschewka-Wostotschnaja (1935–1957) Krasnopartisansk (1931–1935) Alexandrowsk-na-Tomi (1926–1931) Alexandrowskoje (bis 1926) | weiße Berge Walerian Kuibyschew sowjetische Partisanen Alexander II. |
| Birjutsch                   | Zentralrussland  | Krasnogwardeiskoje (1958–2007) Budjonny (1919–1958) Birjutsch (bis 1919)                                                        | Rote Garde Semjon Budjonny                                           |
| Bolgar                      | Wolga            | Kuibyschew (1935–1991) Spassk-Tatarski (1926–1935) Spassk (bis 1926)                                                            | Walerian Kuibyschew                                                  |
| Budjonnowsk                 | Nordkaukasus     | Prikumsk (1957–1973) Budjonnowsk (1935–1957) Prikumsk (1920–1935) Swjatowo Kresta (bis 1920)                                    | Semjon Budjonny                                                      |
| Buinaksk                    | Nordkaukasus     | Temir-Chan-Schura (bis 1922) | Ullubi Buinakski Tamerlan                                            |
| Demidow                     | Zentralrussland  | Poretschje (bis 1918) | Jakow Demidow                                                        |
| Dimitrowgrad                | Wolga            | Melekess (bis 1972) | Georgi Dimitrow gleichnamiger Fluss                                  |
| Dolgoprudny                 | Zentralrussland  | Dirischablestroi (bis 1938) | Luftschiffbau                                                        |
| Dolinsk                     | Ferner Osten     | Otiai (1905–1946) Galkino-Wrasskoje (bis 1905)                                                                                  |                                                                      |
| Donezk                      | Südrussland      | Gundorowka (bis 1955) |                                                                      |
| Dserschinsk                 | Wolga            | Rastjapino (bis 1929) | Felix Dserschinski                                                   |
| Elektrostal                 | Zentralrussland  | Satischje (bis 1928) | Stahlindustrie                                                       |
| Engels                      | Wolga            | Pokrowsk (bis 1931) | Friedrich Engels                                                     |
| Gagarin                     | Zentralrussland  | Gschatsk (bis 1968) | Juri Gagarin                                                         |
| Gattschina                  | Nordwestrussland | Krasnogwardeisk (1929–1944) Trozk (1923–1929) Gattschina (bis 1923) Lindemannstadt (1942–1944)                                  | Rote Garde; Leo Trotzki Georg Lindemann (General)                    |
| Gorodowikowsk               | Südrussland      | Baschanta (bis 1971) | Oka Gorodowikow                                                      |
| Gurjewsk (Kaliningrad)      | Nordwestrussland | Neuhausen (bis 1946) | Stepan Gurjew                                                        |
| Ischewsk                    | Wolga            | Ustinow (1984–1987) Ischewsk (bis 1984)                                                                                         | Dmitri Ustinow                                                       |
| Istra                       | Zentralrussland  | Woskressensk (1781–1930) | Istra (Fluss) Auferstehung Jesu Christi                              |
| Jekaterinburg               | Ural             | Swerdlowsk (1924–1991) Jekaterinburg (bis 1924)                                                                                 | Katharina I. Jakow Swerdlow                                          |
| Joschkar-Ola                | Wolga            | Krasnokokschaisk (1919–1927) Zarjowokokschaisk (bis 1919)                                                                       | Mari rote Stadt Kleine Kokschaga                                     |
| Jugorsk                     | Ural             | Komsomolski (bis 1992) | Jugorien Komsomol                                                    |
| Kaliningrad                 | Nordwestrussland | Königsberg (bis 1946) | Michail Kalinin König von Böhmen                                     |
| Kalininsk                   | Wolga            | Balanda (bis 1962) | Michail Kalinin                                                      |
| Kamennogorsk                | Nordwestrussland | Antrea (1918–1948) Sankt Andrea (bis 1918)                                                                                      | Apostel Andreas                                                      |
| Kaspijsk                    | Nordkaukasus     | Dwigatelstroi (bis 1947) |                                                                      |
| Kemerowo                    | Sibirien         | Schtscheglowsk (1918–1932) Schtscheglowo (bis 1918)                                                                             |                                                                      |
| Kirow                       | Wolga            | Wjatka (bis 1934) | Sergei Kirow                                                         |
| Kirowgrad                   | Ural             | Kalata (bis 1935) | Sergei Kirow                                                         |
| Kirowsk (Leningrad)         | Nordwestrussland | Newdubstroi (bis 1953) | Sergei Kirow                                                         |
| Kirowsk (Murmansk)          | Nordwestrussland | Chibinogorsk (bis 1934) | Sergei Kirow                                                         |
| Konakowo                    | Zentralrussland  | Kusnezowo (bis 1929) | Porfiri Konakow                                                      |
| Koroljow                    | Zentralrussland  | Kaliningrad (bis 1996) Kalininski (1928–1938) Podlipki (bis 1928)                                                               | Sergei Koroljow Michail Kalinin                                      |
| Krasnoarmeisk (Moskau)      | Zentralrussland  | Krasnoarmeiski (1929–1947) Krasnoflotski (1928–1929) Muromzewo (bis 1928)                                                       | Rote Armee Rote Flotte                                               |
| Krasnoarmeisk (Saratow)     | Wolga            | Balzer (1927–1942) Goly Karamysch (bis 1927)                                                                                    | Rote Armee                                                           |
| Krasnodar                   | Südrussland      | Jekaterinodar (bis 1920) | Katharina II.                                                        |
| Krasnoturjinsk              | Ural             | Turjinskije Rudniki (bis 1944)                                                                                                  | Fluss Turja                                                          |
| Kropotkin                   | Südrussland      | Romanowski (bis 1921) | Pjotr Kropotkin                                                      |
| Kuibyschew                  | Sibirien         | Kainsk (bis 1935) | Walerian Kuibyschew                                                  |
| Kuwandyk                    | Wolga            | Pokrowka (bis 1915) |                                                                      |
| Kysyl                       | Sibirien         | Chem-Beldyr (1918–1926) Belozarsk (bis 1918)                                                                                    |                                                                      |
| Leninsk                     | Südrussland      | Prischib (bis 1919) | Lenin                                                                |
| Leninsk-Kusnezki            | Sibirien         | Lenino (1922–1925) Koltschugino (bis 1922)                                                                                      | Lenin und Kusnezker Becken Lenin                                     |
| Liski                       | Zentralrussland  | Georgiu-Desch (1965–1991) Liski (1943–1965) Swoboda (1928–1943) Nowaja Pokrowka (bis 1928)                                      | Gheorghe Gheorghiu-Dej Freiheit                                      |
| Machatschkala               | Nordkaukasus     | Petrowsk-Port (bis 1921) | Machatsch Dachadajew Peter der Große                                 |
| Makarow                     | Ferner Osten     | Shiritoru (1905–1946) Seljutora (bis 1905)                                                                                      | Stepan Makarow                                                       |
| Marx                        | Wolga            | Marxstadt (1920–1941) Baronsk (bis 1920)                                                                                        | Karl Marx Ferdinand Baron Caneau de Beauregard                       |
| Mendelejewsk                | Wolga            | Bondjuschsk (1928–1967) Bondjuschski (bis 1928)                                                                                 | Dmitri Mendelejew                                                    |
| Meschduretschensk           | Sibirien         | Olscheras (bis 1955) |                                                                      |
| Mitschurinsk                | Zentralrussland  | Koslow (bis 1932) | Iwan Mitschurin                                                      |
| Murmansk                    | Nordwestrussland | Romanow (bis 1917) | Haus Romanow                                                         |
| Nabereschnyje Tschelny      | Wolga            | Breschnew (1982–1988) Nabereschnyje Tschelny (bis 1982)                                                                         | Leonid Breschnew                                                     |
| Narimanow                   | Südrussland      | Nischnewolsk (1967–1984) Nischnewolskoje (bis 1967)                                                                             | Nəriman Nərimanov                                                    |
| Nartkala                    | Nordkaukasus     | Dokschukino (bis 1967) | karatschai-balkarisch Narten                                         |
| Nischni Nowgorod            | Wolga            | Gorki (1932–1990) Nischni Nowgorod (bis 1932)                                                                                   | Maxim Gorki                                                          |
| Noginsk                     | Zentralrussland  | Bogorodsk (bis 1930) | Viktor Nogin                                                         |
| Nolinsk                     | Wolga            | Molotowsk (1940–1957) Nolinsk (bis 1940)                                                                                        | Wjatscheslaw Molotow                                                 |
| Nowoaltaisk                 | Sibirien         | Tschesnokowka (bis 1962) | Altai Tschesnokowka (Fluss)                                          |
| Nowodwinsk                  | Nordwestrussland | Perwomaiski (1958–1977) Woroschilowski (bis 1958)                                                                               | Erster Mai Kliment Woroschilow                                       |
| Nowokusnezk                 | Sibirien         | Stalinsk (1932–1961) Nowokusnezk (1931–1932) Kusnezk (bis 1931)                                                                 | Josef Stalin                                                         |
| Nowomoskowsk                | Zentralrussland  | Stalinogorsk (1934–1961) Bobriki (bis 1934)                                                                                     | Josef Stalin                                                         |
| Nowosibirsk                 | Sibirien         | Nowonikolajewsk (bis 1926) | Nikolai II.                                                          |
| Oktjabrsk                   | Wolga            | Sysran (Ausgliederung 1956) | Oktoberrevolution                                                    |
| Oktjabrski (Baschkortostan) | Wolga            | Sozgorod (bis 1942) | Oktoberrevolution Sozialismus                                        |
| Orenburg                    | Wolga            | Tschkalow (1938–1957) Orenburg (bis 1938)                                                                                       | Waleri Tschkalow                                                     |
| Osjorsk (Tscheljabinsk)     | Ural             | Tscheljabinsk-65 (1966–1994) Tscheljabinsk-40 (1954–1966) Basa-10 (bis 1954)                                                    | See Tscheljabinsk                                                    |
| Partisansk                  | Ferner Osten     | Sutschan (1932–1972) Gamarnik (–1937) Sutschanski Rudnik (bis 1932)                                                             | sowjetische Partisanen Fluss Sutschan Jan Gamarnik                   |
| Perm                        | Wolga            | Molotow (1940–1957) Perm (bis 1940)                                                                                             | Wjatscheslaw Molotow                                                 |
| Perwomaisk                  | Wolga            | Taschino (bis 1951) | Erster Mai                                                           |
| Perwouralsk                 | Ural             | Wasiljewsko-Schaitanski (bis 1920)                                                                                              | die Erste im Ural                                                    |
| Poljarny                    | Nordwestrussland | Poljarnoje (1931–1939) Alexandrowsk (bis 1931)                                                                                  | Alexander III.                                                       |
| Primorsk (Leningrad)        | Nordwestrussland | Koivisto (1920–1948) Berjosowoje (bis 1920)                                                                                     |                                                                      |
| Proletarsk                  | Südrussland      | Proletarskaja (1925–1970) Welikoknjascheskaja (bis 1925)                                                                        | Proletariat Nikolai Romanow                                          |
| Pugatschow                  | Wolga            | Nikolajewsk (bis 1918) | Jemeljan Pugatschow Nikolai I.                                       |
| Puschkin                    | Nordwestrussland | Detskoje Selo (1918–1937) Zarskoje Selo (bis 1918)                                                                              | Alexander Puschkin Kinderdorf kaiserliches Dorf                      |
| Pytalowo                    | Nordwestrussland | Abrene (1938–1945) Jaunlatgale (1925–1938) Pytalowo (bis 1925)                                                                  |                                                                      |
| Rybinsk                     | Zentralrussland  | Andropow (1984–1991) Rybinsk (1957–1984) Schtscherbakow (1946–1957) Rybinsk (bis 1946)                                          | Juri Andropow Alexander Schtscherbakow                               |
| Sakamensk                   | Sibirien         | Gorodok (bis 1959) | Städtchen                                                            |
| Samara                      | Wolga            | Kuibyschew (1935–1990) Samara (bis 1935)                                                                                        | Walerian Kuibyschew                                                  |
| Sankt Petersburg            | Nordwestrussland | Leningrad (1924–1991) Petrograd (1914–1924) Sankt Petersburg (bis 1914)                                                         | Apostel Petrus Lenin                                                 |
| Saretschny (Pensa)          | Wolga            | Pensa-19 (1962–1992) Saretschny (1958–1962) Pensa (Ausgliederung 1958)                                                          | Pensa hinter dem Fluss                                               |
| Sarow                       | Wolga            | Kremljow (1952–1995) | Moskauer Kreml                                                       |
| Schachty                    | Südrussland      | Alexandrowsk-Gruschewski (1883–1920)                                                                                            | Bergwerke                                                            |
| Scharypowo                  | Sibirien         | Tschernenko (1985–1988) Scharypowo (bis 1985)                                                                                   | Konstantin Tschernenko                                               |
| Schukow                     | Zentralrussland  | Schukowo (1974–1996) Ugodski Sawod (bis 1974)                                                                                   | Georgi Schukow                                                       |
| Schukowski                  | Zentralrussland  | Stachanowo (bis 1947) | Nikolai Schukowski Alexei Stachanow                                  |
| Selenogradsk                | Nordwestrussland | Cranz (bis 1946) | grüne Stadt altpreuß. Küste                                          |
| Sergijew Possad             | Zentralrussland  | Sagorsk (1930–1991) Sergijew (1919–1930) Sergijew Possad (bis 1919)                                                             | Wladimir Sagorski                                                    |
| Serow                       | Ural             | Nadeschdinsk (1937–1939) Kabakowsk (1934–1937) Nadeschdinsk (bis 1934)                                                          | Anatoli Serow Iwan Kabakow                                           |
| Sewerodwinsk                | Nordwestrussland | Molotowsk (1938–1957) Sudostroi (bis 1938)                                                                                      | Wjatscheslaw Molotow Schiffsbau                                      |
| Sorsk                       | Sibirien         | Dserschinski (bis 1966) | Felix Dserschinski                                                   |
| Sosnogorsk                  | Nordwestrussland | Ischma (bis 1957) |                                                                      |
| Sowetsk (Kaliningrad)       | Nordwestrussland | Tilsit (bis 1946) | Sowjetunion                                                          |
| Sowetsk (Kirow)             | Wolga            | Kukarka (bis 1918) | Sowjetrussland                                                       |
| Sowetskaja Gawan            | Ferner Osten     | Imperatorskaja Gawan (bis 1921)                                                                                                 | Sowjetrussland Nikolai I.                                            |
| Spassk                      | Wolga            | Bednodemjanowsk (1925–2005) Spassk (bis 1925)                                                                                   | Demjan Bedny                                                         |
| Stawropol                   | Nordkaukasus     | Woroschilowsk (1935–1943) Stawropol (bis 1935)                                                                                  | Kliment Woroschilow                                                  |
| Swetogorsk                  | Nordwestrussland | Enso (bis 1948) |                                                                      |
| Swobodny                    | Ferner Osten     | Alexejewsk (bis 1917) | Freiheit Alexei Romanow                                              |
| Syktywkar                   | Nordwestrussland | Ust-Syssolsk (bis 1930) |                                                                      |
| Taldom                      | Zentralrussland  | Leninsk (1918–1929) Taldom (bis 1918)                                                                                           | Lenin                                                                |
| Togliatti                   | Wolga            | Stawropol (bis 1964) | Palmiro Togliatti                                                    |
| Tschapajewsk                | Wolga            | Iwaschtschenkowo (bis 1927) Trozk (1927–1929)                                                                                   | Wassili Tschapajew Leo Trotzki                                       |
| Tschaplygin                 | Zentralrussland  | Ranenburg (bis 1948) | Sergei Tschaplygin Oranienburg                                       |
| Tscherkessk                 | Nordkaukasus     | Jeschowo-Tscherkessk (1937–1939) Sulimow (1934–1937) Batalpaschinsk (1931–1934) Batalpaschinskaja (bis 1931)                    | Nikolai Jeschow Daniil Sulimow                                       |
| Tschernjachowsk             | Nordwestrussland | Insterburg (bis 1946) | Iwan Tschernjachowski                                                |
| Tschkalowsk                 | Wolga            | Wassiljowo (bis 1937) | Waleri Tschkalow                                                     |
| Tutajew                     | Zentralrussland  | Romanow-Borissoglebsk (bis 1918)                                                                                                | Ilja Tutajew Boris und Gleb                                          |
| Twer                        | Zentralrussland  | Kalinin (1931–1990) Twer (bis 1931)                                                                                             | Michail Kalinin                                                      |
| Uchta                       | Nordwestrussland | Tschibju (bis 1939) |                                                                      |
| Ulan-Ude                    | Sibirien         | Werchneudinsk (bis 1934) | Uda                                                                  |
| Uljanowsk                   | Wolga            | Simbirsk (bis 1924) | Wladimir Uljanow gen. Lenin                                          |
| Ussurijsk                   | Ferner Osten     | Woroschilow (1935–1957) Nikolsk (bis 1935)                                                                                      | Kliment Woroschilow Nikolai I.                                       |
| Weliki Nowgorod             | Nordwestrussland | Nowgorod (bis 1999) |                                                                      |
| Wladikawkas                 | Nordkaukasus     | Ordschonikidse (1954–1990) Dsaudschikau (1944–1954) Ordschonikidse (1931–1944) Wladikawkas (bis 1931)                           | Grigori Ordschonikidse                                               |
| Wolgograd                   | Südrussland      | Stalingrad (1925–1961) Zarizyn (bis 1925)                                                                                       | Wolga Stalin                                                         |
| Wyssozk                     | Nordwestrussland | Trongsund (bis 1948) | Kusma Wyssozki                                                       |